# Harpezocatantops stylifer
Harpezocatantops stylifer är en insektsart som först beskrevs av Krauss 1877.  Harpezocatantops stylifer ingår i släktet Harpezocatantops och familjen gräshoppor. Inga underarter finns listade i Catalogue of Life.